# Maria Magdalena Hofmarcher-Holzhacker
Maria Magdalena Hofmarcher-Holzhacker (* Dezember 1959 in Scheibbs) ist eine österreichische Gesundheitsökonomin.

## Leben und Werdegang
Ihre berufliche Laufbahn begann mit der Ausbildung zur diplomierten Gesundheits- und Krankenpflegerin. Diesen Beruf übte sie mehr als zehn Jahre lang aus. Parallel dazu kam ab 1984 das Studium der Wirtschaftswissenschaften an der Universität Wien, das sie 1991 abschloss.
Ihre wissenschaftliche Laufbahn begann sie 1991 am Österreichischen Bundesinstitut für Gesundheitswesen (ÖBIG). Nach der postgraduierten Ausbildung 1994/95 an der Johns-Hopkins-Universität in Baltimore graduierte sie zum Master of Public Health. Zurück in Wien arbeitete sie für die Stadt Wien. Im Herbst 1996 begann sie ihre wissenschaftliche Tätigkeit am Institut für Höhere Studien (IHS) in Wien. Bis 2005 und von 2008 bis 2009 war sie dort die Leiterin von HealthEcon.
Von 2000 bis 2001 arbeitete Hofmarcher-Holzhacker als Consultant der Human Development Unit for Europe and Central Asia an der Weltbank in Washington.
Zwei Jahre ab 2005 arbeitete Hofmarcher bei der OECD in Paris, wo sie sich mit der Effizienz der Gesundheitsversorgung und der Analyse von Langzeitversorgung beschäftigte. Ihr Forschungsschwerpunkt umfasste die angewandte und wissenschaftliche Analyse im Bereich des Gesundheits- und Sozialwesens in den OECD-Staaten.
Im Jänner 2008 kehrte sie an das Institut für Höhere Studien zurück, um ihre Tätigkeit als Senior Researcher wieder aufzunehmen. Als unabhängige, außeruniversitäre Einrichtung wurde das IHS die erste Anlaufstelle für nationale und internationale Partner im Bereich der Gesundheitsökonomie in Österreich. So etablierte sie die laufende Zusammenarbeit mit nationalen und internationalen Partnern, wie dem Hauptverband der Sozialversicherungsträger in Österreich, baute Kooperationen mit der Weltbank, der EU-Kommission in Brüssel und dem European Observatory on Health Care Systems aus.
Von November 2009 bis 2011 bekleidete Hofmarcher die Stabstelle für Finanzierung und internationale Angelegenheit in der Gesundheit Österreich, dem nationalen Forschungs- und Planungsinstitut. Von 2011 bis 2013 war sie die Leiterin der Abteilung Health & Care am European Centre for Social Welfare Policy and Research in Wien. 2014 gründete sie die HS&I (Health System Intelligence). Seit 2015 ist sie wissenschaftliche Mitarbeiterin am Centre for Public Health der Abteilung Gesundheitsökonomie der Medizinischen Universität Wien.
Hofmarcher-Holzhacker ist regelmäßig Vortragende beim Forum Alpbach.

## Publikationen
- Maria M. Hofmarcher: Das österreichische Gesundheitssystem. Facultas Wien, 2013.
- Jürgen Janger, Julia Bock-Schappelwein, Michael Böheim, Ulrike Famira-Mühlberger, Thomas Horvath, Daniela Kletzan-Slamanig, Stefan Schönfelder, Margit Schratzenstaller (WIFO), Maria M. Hofmarcher-Holzhacker (Health System Intelligence): Monitoring of Austria’s Efforts Within the Europe 2020 Strategy. Update 2013-14, Wifo Wien, 2014.
- Maria M. Hofmarcher, Eva Festl, Leslie Bishop-Tarverc: Health sector employment growth calls for improvements in labor productivity. In: Health Policy. Band 120, Nr. 8, August 2016, S. 894–902, doi:10.1016/j.healthpol.2016.06.001
- Maria M. Hofmarcher, Judit Simon, Gerald Haidinger: Stroke Units in Austria: Incubators for Improved Health Outcomes. In: Jeffrey Braithwaite et al. (Hrsg.): Health Systems Improvement Across the Globe. Success Stories from 60 Countries. 2017
- Nataša Perić, Maria M. Hofmarcher-Holzhacker, Judit Simon: Health system performance assessment landscape at the EU level: a structured synthesis of actors and actions. In: Archives of Public Health. Band 75, Nr. 5, 2017, doi:10.1186/S13690-016-0173-5.
- Maria M. Hofmarcher, Nataša Perić, Judit Simon: Schlüsselindikatoren für eine strukturierte Bewertung der Leistungsfähigkeit von Gesundheitssystemen in Europa: ein Fortschrittsbericht des EU Projekts BRIDGE Health. In: ÖGPH Newsletter. März 2017